# Susanne Granitsch

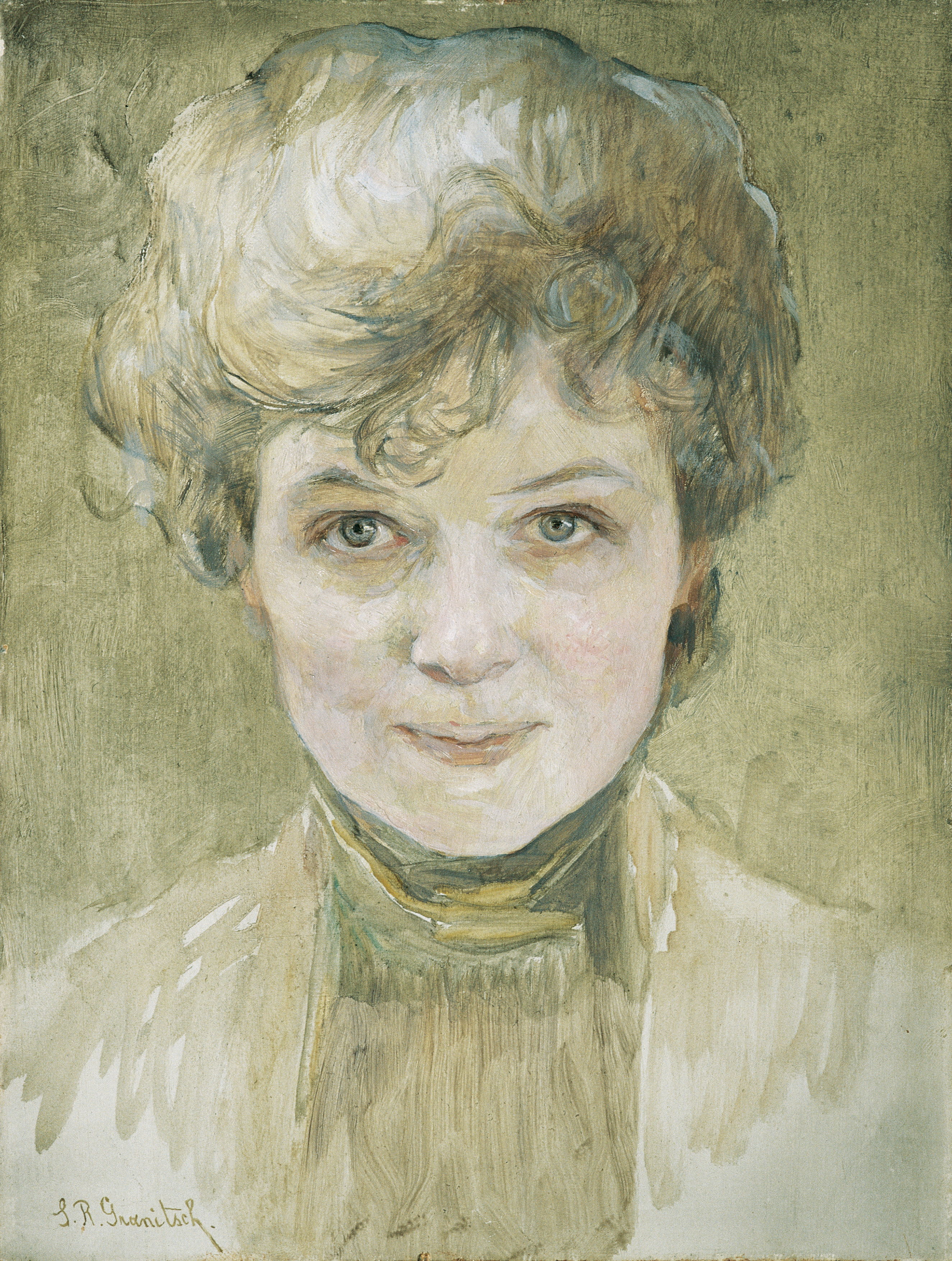
Susanne Renate Granitsch. Selbstbildnis zwischen 1910 und 1915

Susanne Renate Granitsch (geboren am 21. Mai 1869 in Wien; gestorben am 2. Dezember 1946 in Wien) war eine österreichische Malerin.
Granitsch wurde als Tochter des Anwalts Georg Granitsch (1833–1903) und von Augusta Antonia Granitsch, geb. Panstingel, in Wien geboren. Sie hatte zwei Geschwister, Edith, verheiratete von Schickh, und Robert, der bereits 1937 verstarb. Susanne Granitsch blieb ledig und kinderlos.
Sie studierte ab 1885 an der Wiener Kunstgewerbeschule bei Ludwig Minnigerode und Karl Hrachowina, ab 1887 dann bei Karl Karger. Um an der Kunstschule aufgenommen zu werden, reichte sie ihre Bewerbung unter einem männlichen Pseudonym ein. In den Jahren 1888 und 1892 folgten Studienaufenthalte in München. Unter Kargers Leitung schuf sie das Fliesengemälde Die Gartenpflege sowie ein Gemälde für den Speisesaal des Töpperschlosses bei Scheibbs. Ihre Werke wurden im Künstlerhaus ausgestellt. Sie schuf zwei der Sgraffitomalereien am Österreichischen Museum für angewandte Kunst.

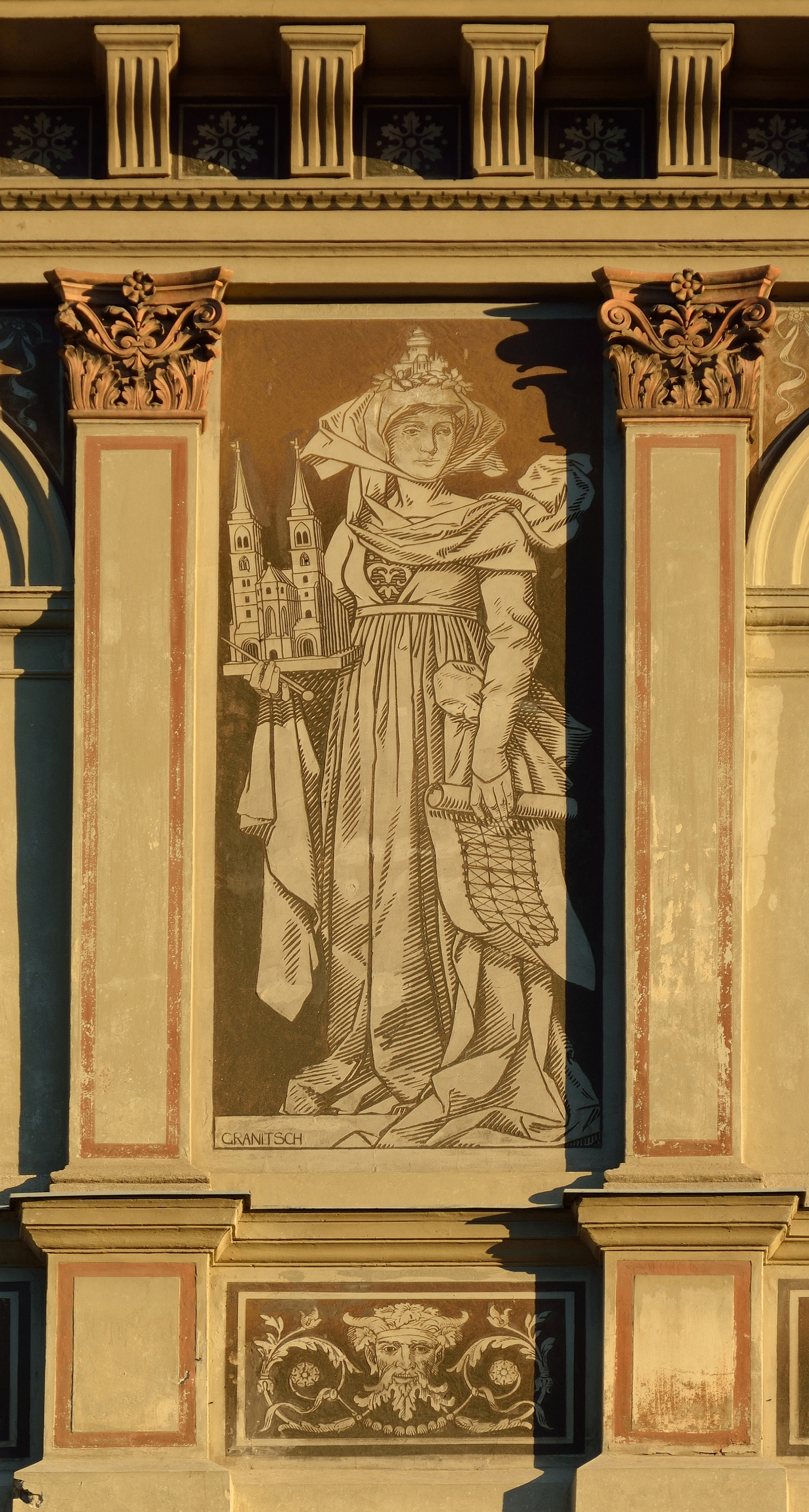
Allegorie Architektur am MAK

Granitsch war Mitbegründerin der Gruppe der Acht Künstlerinnen. Sie war 1944 mit drei Ölbildern auf der Großen Deutschen Kunstausstellung in München vertreten, von denen der Nazi-Führer Martin Bormann Der deutschen Mutter zu Ehren und Dame mit schwarzem Hut für 5000 bzw. 2000 RM erwarb.
Susanne Granitsch ist am Friedhof in Hadersdorf-Weidlingau in der Abteilung 1, Nummer 11 begraben.